# Jedľovina
Jedľovina (1035 m n.p.m.) - szczyt w tzw. Krywańskiej części gór Mała Fatra na Słowacji.

## Położenie
Szczyt leży na północno-zachodnim skraju Krywańskiej Fatry. Kończy grzbiet, odchodzący w kierunku północno-zachodnim od szczytu Suchego (1468 m n.p.m.). Jego rozłożysty masyw od północnego wschodu jest ograniczony przez dolinę Kúr, natomiast od południa przez dolinę Hradskiego Potoku, zwaną tu Hradské. Od wspomnianego grzbietu oddziela go płytkie Sedlo Brestov (970 m n.p.m.), natomiast w kierunku północno-zachodnim jego masyw opada już ku Kotlinie Żylińskiej.
Szczyt leży w granicach Parku Narodowego Mała Fatra.

## Charakterystyka
Jedľovina ma formę rozległej kopy, od której w kierunku zachodnim, a następnie południowo-zachodnim odchodzi długi, równomiernie obniżający się grzbiet, schodzący do doliny Wagu nad miejscowość Nezbudská Lúčka. Stoki strome, w dolnych partiach silnie rozczłonkowane dolinkami mniejszych cieków wodnych. W większości zalesiona, ale aktualnie w wielu miejscach na stokach rozległe wyręby.
Masyw Jedľoviny budują głównie tzw. warstwy łużniańskie, na które składają się triasowe, różnobarwne kwarcyty, kwarcytowe piaskowce i arkozy.

## Turystyka
Północnymi i wschodnimi stokami Jedľoviny biegnie zielono  znakowany szlak turystyczny ze Varína przez Sedlo Brestov do schroniska pod Suchým.